# Polacanthopoda
Polacanthopoda es un  género de polillas perteneciente a la familia Noctuidae. Es originario de África.

## Especies
- Polacanthopoda anthina Jordan, 1926
- Polacanthopoda humphreyi Hampson, 1911
- Polacanthopoda naveli Le Cerf, 1922
- Polacanthopoda tigrina Druce, 1882